# Fa 223 龍式軍用直升機
Focke-Achgelis Fa 223 龍式（德文：Drache），是第二次世界大戰時期由納粹德國所開發的一款軍用直升機，是軸心國唯一的量產型直升機。

## 概要
Fa 223由一個1,000匹馬力的BMWBramo 323星型引擎供應動力給兩個設置於12.2公尺長圓筒狀機身兩側的11.9公尺螺旋槳。最高巡航速度每小時175公里（109英里），最高時速每小時182公里（113英里），飛行高度可達7,100公尺（23300英尺）。運輸負載可超過1噸（2,200磅），滿載巡航速度為每小時121公里（75英里），飛行高度約2440米（8,010英尺）。
算上前身Focke-Wulf Fw 61直升機在內，Fa 223早在1937年左右就開始開發，在第二次世界大戰初期時就已進入量產階段，但生產工廠遭到盟軍轟炸，零件生產工廠與整體組裝場等整條生產線大部分都遭到摧毀，僅有數架成品機與半成品機倖存。
因為重建整條生產線需要一段不短的時間，期間新工廠又遭遇了第二次轟炸，雖然沒有全毀，但仍受損嚴重；因此直到戰爭結束為止，所有衍生型加起來也只生產了約20架左右。

## 開發
1936年，設計者Henrich Focke原本擁有的公司因為政治上的因素遭取締而被迫關閉，但由於新機型BF-109C的設計已近乎完成，因此他成立了新的公司Focke-Wulf準備進行生產。同年6月，為了籌集量產所需的資金，Focke-Wulf公司改制為有限責任公司。1937年11月，Focke-Wulf公司開始正式量產BF-109C直升機。美國的ITT公司通過其德國子公司C. Lorenz購買了28%的股權，並開始逐步蠶食，在1938年獲得了該公司的控制權。Henrich Focke雖然失去了自己的公司，但是他在Focke-Wulf公司期間所設計的一個原型機-Fw 61，讓空軍司令部印象深刻。
1938年，Henrich Focke在軍方的牽線下與飛行員Gerd Achgelis合作，於代爾門霍斯特成立了Focke-Achgelis公司，並接下了軍方開發能攜帶700公斤有效負載的新型直升機訂單。他們首先製造了一個可承載6人、相當於Fw 61放大版的原型機，命名為Fa 226「大黃蜂」（德語：Hornisse）。機身由Focke-Achgelis自產，引擎、變速箱與螺旋槳部件則外包給BMW柏林廠生產。Fa 226是世界上首架運輸直升機，並在1938年獲得漢莎航空正式下單採購。Fa 226受到了空軍司令部的特別關注，並在1939年第一架軍用版原型機首飛前重新命名為Fa 223 。海軍也對Fa 223表示了高度興趣，考慮以它取代海軍現有的高速魚雷艇。
1939年9月，Fa 223的第一架軍用版原型機V1從代爾門霍斯特的工廠出廠，代號「龍式」（德文：Drache），雙螺旋槳的布局類似Fw 61，但是機倉與負載倉是採用鋼管製的全封閉型，引擎則安裝在圓筒狀機身的中央。
因為V1一直無法通過飛行前的測試，因此一直拖到了1940年都無法試飛。直到原本使用的BMW Bramo 323D型引擎被證明在長時間運作中過於脆弱容易損壞，而換成了1000匹馬力的Bramo 323Q3型引擎後，V1才得以順利試飛。新引擎雖然提升了可靠性與承載力，但也產生了一個新的問題-劇烈的震動導致螺旋獎在轉動時容易移位而難以控制。不過原廠BMW認為只要在製造引擎時更注意細節就能解決這個問題。

### 首飛
在接受了超過100小時的地面與繫留測試後，V1終於在1940年8月3日進行了首次正式飛行。同年十月，在雷希林的飛行測試中，測出的最高時速為每小時182公里，爬升率528公尺，最大飛行高度7,100公尺更是遠超當時世界上的任何直升機。
雖然測試結果優秀，但Fa 223仍遠遠無法投入軍事使用，儘管軍方已承諾了100架的訂單，但是Focke-Achgelis公司必須加快開發的進度以符合軍方的要求。
1941年2月5日，V1在低空飛行時因為引擎故障而墜毀。而有著玻璃化座艙，設置了觀察員位置與機槍的第二架原型機V2，也在完成不久後被盟軍的空襲擊毀。

### 衍生型
在完成試飛並準備進入量產後，空軍司令部提出以下五種衍生型態，並直接在生產線上進行裝配。
- Fa 223A - 搭載兩枚550磅炸彈或深水炸彈的反潛機
- Fa 223B - 裝備可拋棄式油箱的偵察機
- Fa 223C - 裝備鋼索與絞盤的搜索／救援機
- Fa 223D - 山區部隊的補給機
- Fa 223E - 加裝控制設備的雙人座教練機
- 未完成的衍生型：混合兩架機體，製成有4座螺旋槳、載重力更高的機型，但因為戰敗而沒來的及完工。未完成的機體在奧森豪森被盟軍士兵發現。

### V3實驗機
V3型機在設計時，空軍司令部決定放棄傳統的一個機體多種衍生型的設計，將V3定義為多用途機體。新設計以Fa 223E型為主，囊括所有衍生型的功能。這種設計展現了一種全新的思路與企圖，也是現代多用途攻擊直升機的前身。
與前兩型一樣，V3型以覆蓋著防火布的熔接鋼管構成，減輕重量的同時也更方便維修。機身內部分為駕駛艙、酬載倉、引擎室、機尾四個部分。駕駛艙為雙人並排型，左邊為飛行員，右邊為觀察員。駕駛艙後方為酬載倉，引擎室則在酬載倉中央，以一系列鋼索固定住發動機與變速箱以避免移位 。
因為使用了比前型更大的12.5公尺螺旋槳，因此機身外支撐螺旋槳的的鋼管也比原來更長，以避免兩座螺旋槳重疊。

## 生產
1942年，位於代爾門霍斯特的Focke-Achgelis工廠開始量產Fa 223。同年六月，該工廠遭盟軍空襲轟炸，僅有兩架原型機與七架半成品機倖存，其他包括零件生產等設備盡數遭到摧毀。Focke-Achgelis雖然試圖在原地恢復生產，但因難度太大而在1943年放棄，轉而在位於勞普海姆的陸軍飛行訓練基地附近利用現成設備成立新工廠。新工廠生產的第一架Fa 223編號為V11，由飛行員Karl Bode進行一系列高難度示範駕駛，以驗證並展現它的能耐。
測試中，V11使用特製的快速釋放吊勾將一架已拆開的Fi-156輕型飛機的機身吊起，並準確的放置在運輸車輛上，展現優秀的負載能力與操作的精確度。
1943年9月，希特勒派出特種部隊準備營救失勢下台的義大利獨裁者墨索里尼。特種部隊指揮官奧托·斯科爾茲內原本屬意使用Fa 223，因為它可以直接降落在義大利新政府軟禁墨索里尼的大薩索峰Albert Rifugio飯店別墅前的花園裡。但是運來的V11在行動前發生了機械故障，因此斯科爾茲內被迫臨時改用Fi-156來完成任務 。

1944年春天，德軍一架Do 217轟炸機在前往奧地利的途中失事墜毀在位於下薩克森洲奧斯納布魯克與歐登堡之間的Vehner沼澤。因為地面部隊難以進入沼澤地，空軍司令部決定派出V11的來清理殘骸。不過操作的飛行員低估了Do 217轟炸機的重量，V11在嘗試移動Do 217的殘骸時不幸失控墜毀在失事地點附近。為了移除兩機的殘骸，空軍司令部只好再派出了編號V14的另1架Fa 223前往現場。1944年5月11日，V14由Karl Bode與另一位空軍直升機飛行員Helmut Gerstenhauer駕駛，開始移除已被Focke-Achgelis公司與隸屬空軍的recovery公司的技師拆解開來的V11與Do 217殘骸。V14總共飛行了10趟才搬運完畢，並利用吊網將殘骸裝上運輸車輛。雖然損失了V11，但是空軍司令部與Focke-Achgelis公司深入研究了失事的V11與Do 217的零件，獲得不少有用的經驗。
失事事件之後，空軍司令部決定評估Fa 223做為山區部隊運輸機的潛力。一架編號V16的Fa 223被派駐到在米滕瓦爾德附近，靠近因斯布魯克山區的山地步兵學校，同行的還有作為備用機的V14。測試目標是評估Fa 223是否足以應付全天候出勤，在短時間內重複起飛與降落在眾多海拔高度超過1,600公尺的高山營地，以及協助山地砲兵部隊與其裝備迅速移防。1944年10月測試結束時，V16已經出勤了83個航次，累計飛行時數超過20個小時。
在1944年7月勞普海姆遭空襲前，Focke-Achgelis總共只製造了7架Fa 223。空襲之後，雖然零件工廠又再次遭摧毀，但這次組裝廠得以倖存，編號V18按時交機，編號V19零件齊備組裝中，另外還有13架的Fa 223半成品在廠中等待零件。不過，第二次空襲讓空軍司令部對這個計畫失去了信心，在山區測試完成後，生產計畫被完全放棄，Focke-Achgelis的人員則被分配到梅塞施密特公司支援戰鬥機的製造。
在生產計劃停止僅僅一周之後，Focke-Achgelis又接到了新的指示，在柏林－滕珀爾霍夫機場附近進行飛行測試並準備建立一條可月產400架直升機的生產線。但是德國在半年後戰敗，因此這條生產線從來就沒有完成。

## 任務紀錄
Fa 223第一次的長距離飛行紀錄是編號V12的機體由德國飛往白朗峰，救援17名受困的登山客。不過在回程時因為機械故障造成螺旋槳機構整個崩解，V12墜毀在機場，機組員與乘客全數罹難。

### 格但斯克飛行
1945年2月，Focke-Achgelis公司在滕珀爾霍夫機場附近的工廠設法保持了2～5架Fa 223生產量。2月25日，新機幾乎是剛出廠就立刻接到了「元首特別命令」，緊急飛往波蘭的格但斯克。2月26日，由Gerstenhauer與兩位副駕駛所駕駛的Fa 223從滕珀爾霍夫起飛，往東北方向朝符茲堡飛行，但隨後就因為惡劣的天氣造成螺旋槳軸承損毀，不得不迫降在克賴爾斯海姆修理以及等待天氣好轉。
天氣好轉後，Gerstenhauer重新起飛，按原計畫降落在符茲堡加油，隨後繼續往東北飛行並降落在邁寧根過夜。隔天，他們進行了315公里不著地的飛行抵達了梅克倫堡的不萊梅市；2月28日，Gerstenhauer繼續朝東北方往波蘭方向飛行，不過惡劣的天候狀況再次讓他迫降在普倫茨勞。一直到了隔天，天候狀況仍不見好轉，Gerstenhauer雖然嘗試強行起飛，最後仍不得不停留在格但斯克西方的斯武普斯克過夜。
這次停留一直到了3月5號都無法起飛，隨著前線戰況的持續惡化，Gerstenhauer認為他們必須離開斯武普斯克，在蘇聯軍攻進波蘭前抵達格但斯克。不過，在他們終於抵達格但斯克時發現，該城市已經淪陷，他們只好降落在城外等待空軍司令部的進一步指令。空軍司令部在接獲情報後指示他們回頭飛返不萊梅市。直到他們取海路走波羅的海沿岸，經加尔茨飛返不萊梅市時已經是3月11日了。
這次航程的總飛行距離是創紀錄的1675公里，累計飛行時數約16小時25分。

### TS/40
1945年1月，空軍司令部將僅有的3架Fa 223裝備給當時駐紮於巴伐利亞因河畔米尔多夫，空軍唯一以直升機為主的第40航空運輸隊（Transportstaffel 40、TS/40），因為機隊原本所使用的Flettner Fl 282s直升機已在奧地利戰爭中被摧毀。
該機隊在戰爭中因為任務關係不斷地更換駐地，最後一個駐地是在巴伐利亞艾恩灵。終戰時，機隊所屬的3架Fa 223中，其中1架為了避免遭俘虜而被德軍摧毀，另外2架則被美軍繳獲。

### 跨海峽飛行
戰爭結束後，美軍繳獲的兩架Fa 223一架轉讓給了法國，另一架則暫停在盟軍位於歐洲的軍營中。美軍雖然一直想把它運回本國進行研究，但因為船艙空間不足而不斷延後。
為了避免意外，美軍打算先把機體帶出歐陸，因此向英軍商借基地暫存，準備擇期再安排船隻送回美國。1945年9月6日，英國皇家空軍讓Gerstenhauer與他的兩位副駕駛在兩位空軍觀察員的監視下，駕駛V14從瑟堡飛越英吉利海峽，降落在位於罕布夏郡的英國皇家空軍基地，這是史上第一次由直升機完成的跨海峽飛行。
V14在英國皇家空軍基地裡進行了兩次飛行測試，直到10月3日故障墜毀。事故的起因則是因為英國皇家空軍無視Gerstenhauer的警告，沒有將固定引擎的鋼索保持在適當的張力導致。

## 戰後
- 法國的SNCASE飛機公司成立了一個名為SE-3000的計畫，用以繼續開發Fa 223，並獲得原廠Focke公司協助。該計畫以運輸為目的，在原有的框架上重新設計，搭載750匹馬力的BMW Bramo "Fafnir"引擎，可容載4名乘客。1948年10月23日首飛，不過只生產了3架。[19]

- 捷克斯洛伐克的Československé Závody Letecké公司（AVIA公司的前身）在1945～1946左右，利用在德國各地找到的備品零件與從殘骸上拆下來的可用零件重新組裝成了兩架Fa 223，並命名為VR-1。[3][7]

## 用戶
- 納粹德國空軍

- 空軍第40航空運輸隊

- 捷克斯洛伐克空軍

- 戰後獲得2架，取名為VR-1
- 國家安全衛隊擁有數量不明的機體，服役期間約在1945～1955年之間。

- 法國空軍

- 戰後獲得1架，用於SE-3000計畫

## 規格
- 乘員：機師1名，依任務不同搭配1～3名機組員（反潛、搜索／救難、運輸）。
- 最大乘載人數：機師、機組員 + 8名士兵與裝備 或 4床擔架
- 全長：12.25公尺
- 全高：4.35公尺
- 翼展：24.5公尺（包含旋翼直徑與機身寬度）
- 旋翼直徑：12.0公尺
- 旋翼面積：226.0平方公尺
- 空機重：3,180公斤
- 滿載重：3,860公斤
- 最大載重：1,002公斤
- 最大起飛重量：4,309～4,434公斤
- 發動機：1具1000匹馬力BMW Bramo 323星型引擎
- 最高時速：每小時175公里
- 巡航時速：每小時121公里
- 航程：700公里
- 滿載巡航高度：2,400公尺
- 爬升率：每秒4公尺
- 武裝：1座MG 15機槍（機首）、兩枚550磅炸彈 或 深水炸彈

## 外部連結
- Fa 223 Drache entry at the U.S. Centennial of Flight Commission website

## 附註
1. ↑  . Luftwaffe Resource Center. （原始内容存档于2019-08-27）.
2. ↑  . EADS. （原始内容存档于2009-03-30）.
3. 1 2  . Aviastar.org. （原始内容存档于2014-04-03）.
4. ↑  The Warplanes of the Third Reich, p172, 2nd col. 2nd para.
5. ↑  The Sovereign State of ITT, Anthony Sampson, ISBN 0-8128-1537-8; p.28, 3rd para.
6. ↑  Air International May 1984, p.247.
7. 1 2  Polmar, p. 56
8. 1 2 3 4 5  Air International May 1984, p. 259.
9. ↑  Smith and Kay 1972, pp. 598–599.
10. ↑  Air International May 1984, pp. 262–263.
11. ↑  Air International May 1984, pp. 259–260.
12. 1 2 3  Air International June 1984, p.291.
13. 1 2 3  Joseph, Frank. . United Kingdom: Casemate Publishers. 2010: 237. ISBN 1906033560.
14. ↑  Air International June 1984, pp. 291–292.
15. 1 2  Air International June 1984, p.292.
16. ↑  Smith and Kay 1972, pp. 600–601.
17. 1 2 3  Air International June 1984, p.293.
18. ↑  Air International June 1984, p.294.
19. ↑  Lambermont, Paul Marcel; Anthony Pirie. . Barnes. 1970: 37.